# Uppsala Basket
O KFUM Uppsala Basket Herrar é um clube profissional de basquetebol sediado na cidade de Upsália, Suécia que atualmente disputa a Liga Sueca. Foi fundado em 1960 e manda seus jogos na Arena Fyrishov com capacidade de 3.000 espectadores.

## Temporada por Temporada
| Temporada | Nível | Liga        | Pos. | Pós Temporada     | Competições europeias | Competições europeias |
| --------- | ----- | ----------- | ---- | ----------------- | --------------------- | --------------------- |
| 2010–11   | 1     | Basketligan | 5    | Quartas de finais |                       |                       |
| 2011–12   | 1     | Basketligan | 5    | Quartas de finais | -                     | -                     |
| 2012–13   | 1     | Basketligan | 2    | Semifinais        | -                     | -                     |
| 2013–14   | 1     | Basketligan | 5    | Semifinais        | -                     | -                     |
| 2014-15   | 1     | Basketligan | 6    | Finalista         | -                     | -                     |
| 2015-16   | 1     | Basketligan | 7    | Quartas de finais | -                     | -                     |
| 2016-17   | 1     | Basketligan | 4    | Semifinais        |                       |                       |
| 2017-18   | 1     | Basketligan |      |                   | -                     | -                     |

## Títulos
- Basketligan

Finalista (1):2014-15